# Helgafell, Helgafellssveit
Helgafell (Hälgafjäll, ”det heliga berget”) är ett litet berg i kommunen Helgafellssveit på halvön Snæfellsnes i Västlandet på Island, 110 km norr om huvudstaden Reykjavík. Toppen på Helgafell är 73 meter över havet. Helgafell ligger på Þórsnes-näset, och vid bergets fot finns också en gård med kyrka (kirkjustaður), vilka båda har fått namn efter berget. Under medeltiden låg här ett kloster som, ”till följd av boskapens mängd och betesmarkernas yppighet”, var ett centrum i isländsk smörproduktion, enligt Olaus Magnus.
Närmaste större samhälle är Stykkishólmur, 3,7 km norr om Helgafell.

## Historia

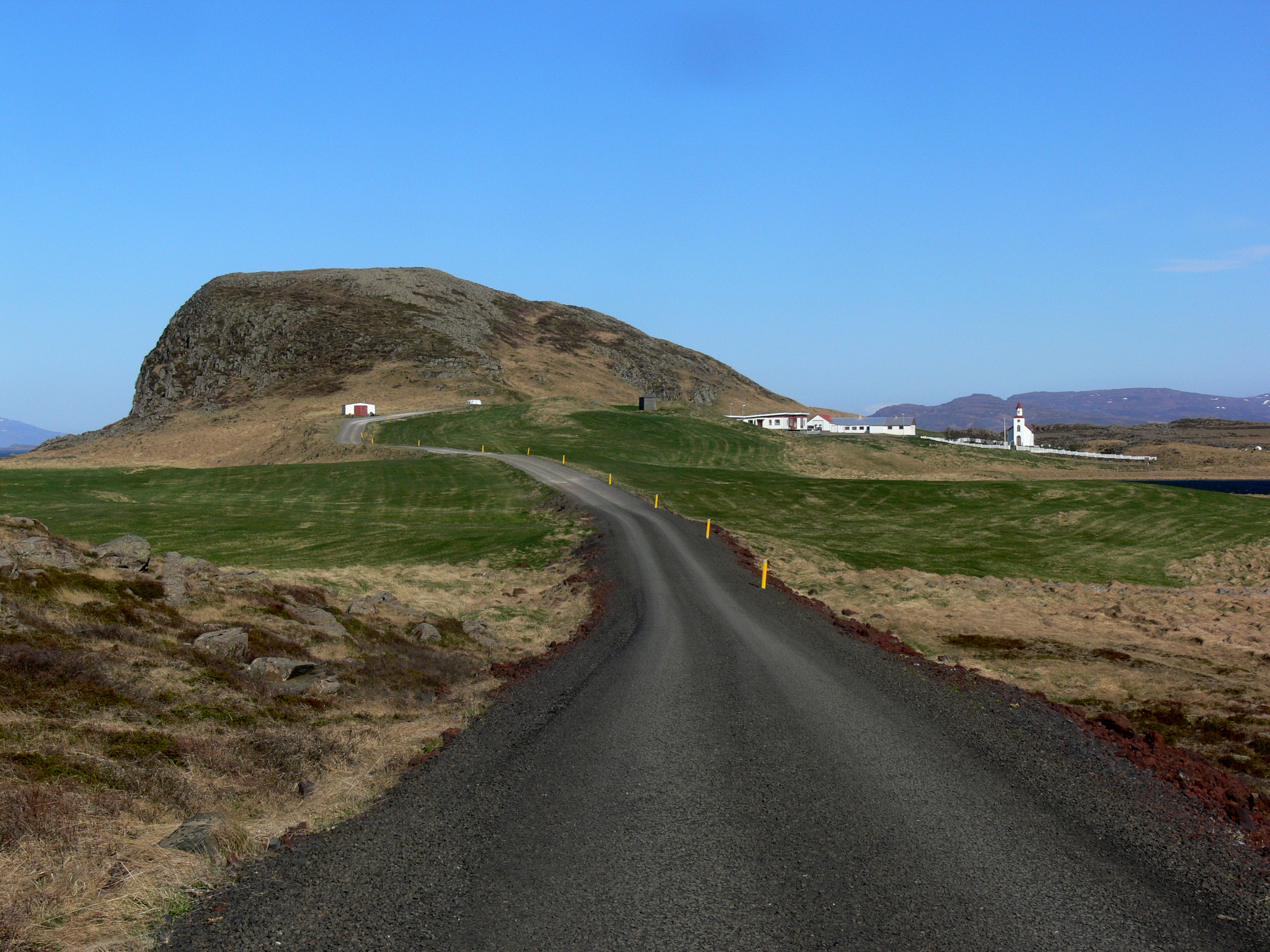
Helgafell. Den branta nordsidan till vänster, sydsidan med kyrka till höger.

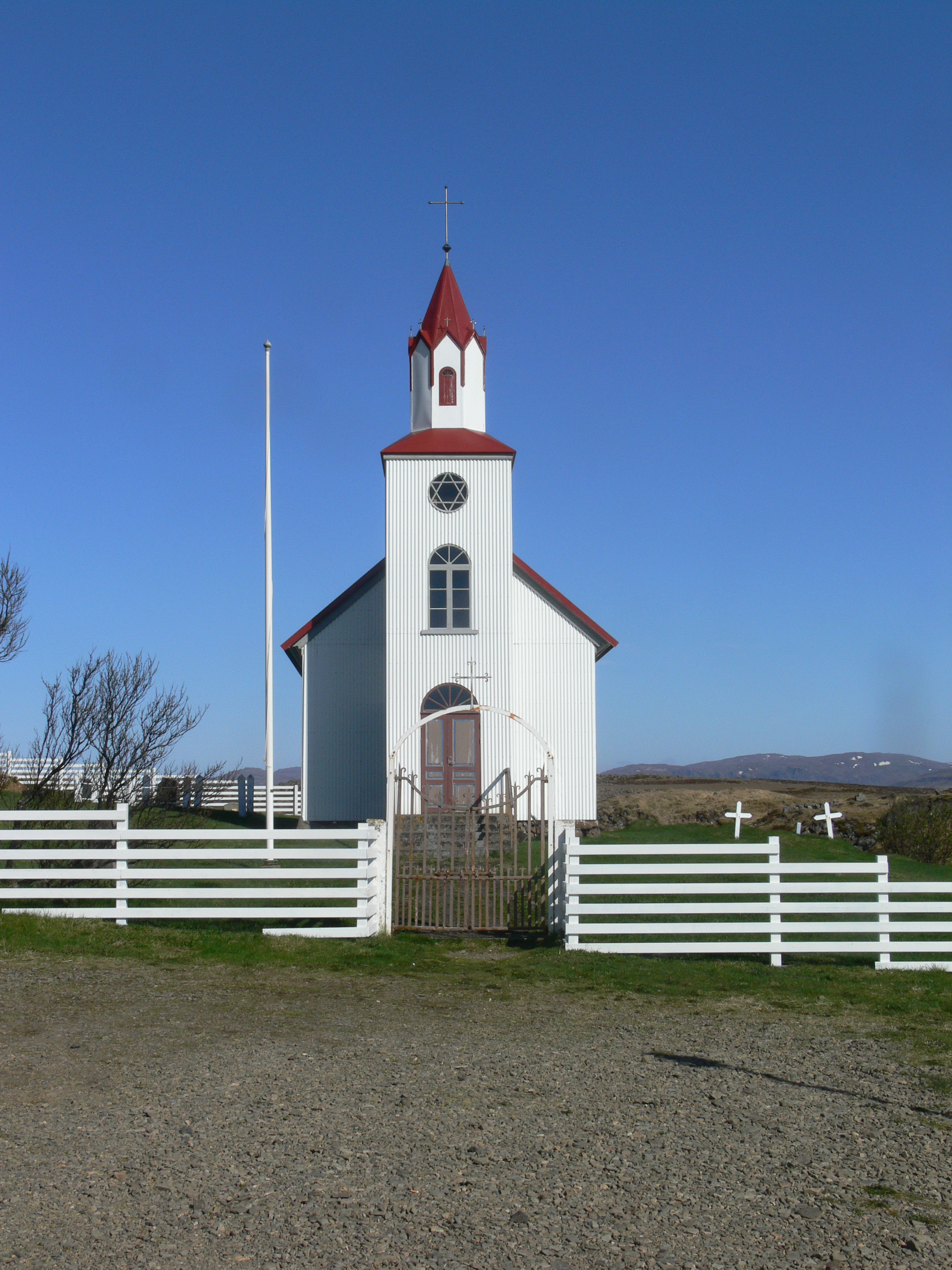
Helgafellskirkja

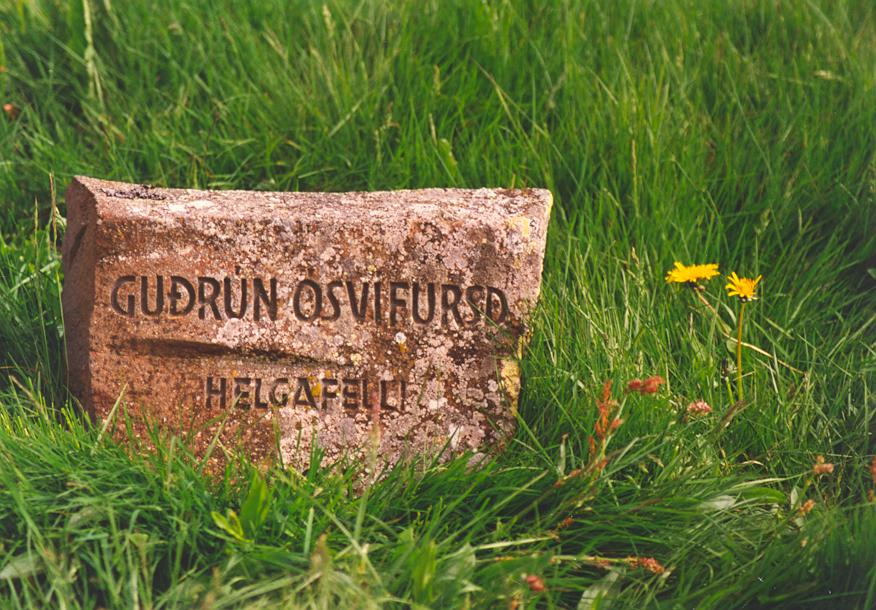
Minnessten över Guðrún Ósvífrsdóttir.

Helgafell troddes av de första bosättarna vara ett ”ätteberg” eller ”dödsberg”. Det finns ett litet antal sådana berg omtalade på Island, till exempel Þórisbjǫrg (”Tores berg”), Mælifelloch Krosshólar (”Korshögarna”). Bergen förknippades med vissa ätter, som ofta var släkt eller ingifta med varandra, och man trodde att de som tillhörde dessa ätter skulle leva vidare i bergens vackra salar efter döden.
Helgafell låg inom Torolf Mostrarskeggs (Þórólfr Mostrarskegg) bosättningsområde (landnám). Han hade varit Torsgode på ön Mostr i Norge, men flydde omkring 884 till Island på grund av Harald hårfagers förföljelser. Då skeppet hade nått Breiðafjörður kastades högsätesstolparna överbord. På dem fanns utskurna bilder av Tor. Tanken var att Tor själv skulle utvisa platsen för deras bosättning. Stolparna drev i land på Þórsnes och där byggde Torolf gård och gudahov. Helgafell, som ligger mitt på Þórsnes, ansåg Torolf vara ett heligt berg som var utvalt åt honom och hans ätt. Berget troddes vara så heligt att ingen fick otvagen rikta blickarna mot det, och inte heller fick någon, varken människa eller djur, tillfogas skada på berget. Det var Torolfs och hans fränders övertygelse att detta var ättens ”dödsberg”, där de alla skulle få bostad efter döden.
En av Torolfs söner var Torstein torskbitare (Þorsteinn þorskabítr). Han byggde gården ”Helgafell” mitt under bergets sydsida. En höstkväll när han var på fiske vid Höskuldsey befann sig en herde med sina får helt nära ätteberget på nordsidan.
| Då såg han fjället öppna sig åt norr. Inne i fjället såg han stora eldar och hörde högljutt larm och hornlåt, och då han lyssnade om han kunde urskilja några ord, hörde han Torstein torskbitare och hans följeslagare hälsas välkomna där inne och en röst, som sade, att han skulle sitta i högsätet mittemot sin fader. | Hann sá, at fjallit laukst upp norðan. Hann sá inn í fjallit elda stóra ok heyrði þangat mikinn glaum ok hornaskvöl, ok er hann hlýddi, ef hann næmi orðaskil, heyði hann, at þar var heilsat Þorsteini þorskabít ok förunautum hans ok mælt, at hann skal sitja í öndvegi gegnt feðr sínum. |  |

Just från norr har Helgafell ett säreget utseende i det att man med fantasins hjälp kan skönja ”en mörk välvd port” i den branta bergväggen, skriver filologen Kristian Kaalund. När budet kom, kort därefter, att Torstein hade drunknat visste redan alla på gården att han hade inträtt i ättens heliga berg.
Även Torsteins sonson Snorre gode (Snorri goði) betraktade berget som heligt, trots att landet nu hade blivit kristet. Snorre lät bygga en kyrka vid gården Helgafell, men det sägs att när han en dag skulle dryfta ett viktigt ärende med hövdingen Viga-Styr (Víga-Styrr) föreslog han:
| Låt oss då gå upp på Helgafell, ty de råd som där har givits har sällan varit gagnlösa. | Þá skulu vit ganga upp á Helgafell; þau ráð hafa sízt at engu orðit, er þar hafa ráðin verit. |  |

Snorre bytte senare gård med Gudrun Osvivsdotter (Guðrún Ósvífrsdóttir), hjältinnan i  Laxdalingarnas saga. Han flyttade till hennes gård i Sælingsdalur och hon slog sig ner på Helgafell. Där levde hon länge som änka sedan hennes fjärde man hade gått bort. Hon sägs ligga begraven på kyrkogården vid Helgafell; exakt var vet man väl inte, men där finns i alla fall en minnessten med hennes namn och årtalet 1008. (Stenen sattes dock upp först 1979.)
Den nuvarande kyrkan byggdes 1903, men har bevarat föremål från äldre kyrkor på platsen.

## Klostret Helgafell

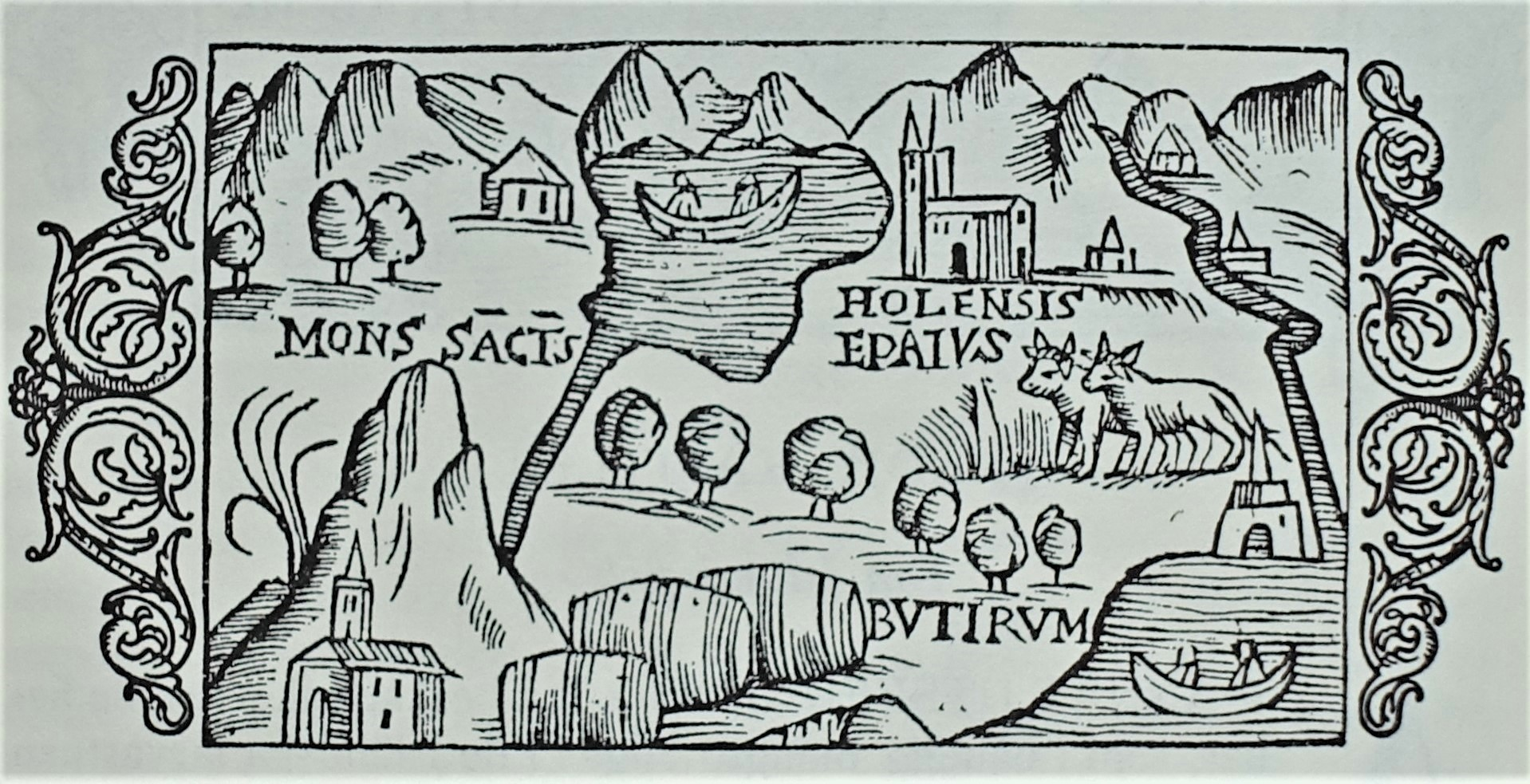
Klostret Helgafell längst ner till vänster framför Mons Sanctis (”det heliga berget”). Tre stora tunnor smör (butirum) syns också på bilden, och överst till höger domkyrkan i Hólar, Holensis ep(iscop)atus. Vinjettbild ur Historia om de nordiska folken, 1555. (Samma bild finns också på Carta marina och där är klostrets namn utsatt: Abbatia Helgafiæl.)

Under medeltiden låg vid berget Helgafell ett munkkloster tillhörigt augustinorden. Klostret grundades på Flatey 1172, men flyttades till Helgafell drygt tio år senare, där det lade under sig stora jordegendomar (=betesmarker) och även fick tillgång till ett rikt fiske. Olaus Magnus nämner i sin Historia om de nordiska folken, 1555, Helgafellsklostret som ett centrum i isländsk smörhandel. På Island har man, skriver han, ”till följd av boskapens mängd och betesmarkernas yppighet så gott om saltat smör, att drittlar eller tunnor inte räcker till. Därför fyller man mångenstädes årligen kistor eller lårar av välluktande trä, 30–40 fot långa och 4–5 fot djupa, med smör och förvarar så detta för hemmabruk, men också för byteshandel med köpmän. (– – –) Lårar med detta smöröverflöd kan man få se i ett kloster, som på folkets munart kallas Helgafell. Dettas hushållning är grundad på smör och torkad fisk, som man med rätta kan kalla rika skatter, och samma är förhållandet med de två domkyrkorna i Skálholt och Hólar och med en mängd  herrgårdar, som har liknande inkomster.”
Olaus noterar även att, eftersom spannmålsodling knappast förekommer på Island, brer man smör på torkad fisk som man äter i stället för bröd. Han kallade därför islänningarna för iktyofager (fiskätare).